# 彰工風力發電站
彰工風力發電站位於臺灣彰化縣線西鄉彰濱工業區內，為一座隸屬於台灣電力公司旗下的風力發電站。該發電站共分兩期增建機組，目前共有23座風力發電機投入商業運轉，並已開始規畫第三期擴建工程。

## 沿革

### 計畫
彰工風力發電站為台灣電力公司所推動之「風力發電十年發展計畫」2005年1月第二期風力開發中的一項計畫。該計畫與鄰近的雲林縣四湖風力發電站以及麥寮風力發電站同時規劃完成，並於2006年完成廠區規畫與發電機組安裝設計。

### 施工
彰工風力發電站由星能股份有限公司得標承攬風力發電機場地整理施工 ，機組安裝與測試統包工程，於2006年開始動工。第一期建廠工程中台電公司共規劃架設了23部裝置容量2MW的風力發電機組，其中有8部架設在彰濱工業區線西區，另外15部架設在崙尾區。

### 完工
2007年4月22日彰工風力發電站完工，每年估計約可提供1億3500萬度的電力，也可減少約7萬噸的二氧化碳排放量。台電公司於彰濱工業區舉行風力發電機組的啟用典禮，由時任台電董事長陳貴明主持並邀請到彰化縣長卓伯源，經濟部長陳瑞隆以及地方士紳等人一同參與典禮。縣長卓伯源也表示，彰工風力發電站的啟用是彰化縣發展風力發電的重要里程碑，未來將持續支持台電公司及其他企業投入風力發電開發計畫。
2010年12月彰工風力發電站二期擴建工程完工，本次擴建工程同樣由星能股份有限公司得標承建 ，並新增8部與第一期新建之相同型號風力發電機組，擴充16MW的發電量讓彰工風力發電站總裝置容量提升至62MW。
2013年5月25日時任中華民國總統馬英九當天前往彰化縣視察台電公司彰工風力發電站，除了實際檢視風力發電機組之運轉狀況外，並聽取由經濟部能源局所準備的臺灣風力發電現況與電源選擇簡報，以了解2011年政府推動之「千架海陸風力機」計畫之執行現況與未發展。
2016年4月28日有民眾及彰工風力發電站的第31號風力發電機發生火警，因其高聳的塔身冒出火花引來大批民眾圍觀。彰化縣消防局第一大隊獲報後立刻派員前往現場，然而風力發電機組其塔座高達5~60公尺，以現有之消防車最高只有52公尺無法救援，因此只能先通報台電公司斷電後，於現場警戒等待台電公司派員進駐勘查。
事件後台電公司再生能源處運轉維護組組長游振和表示，起火時間點約在下午4時30分，風力發電機起火原因尚需詳細調查，並且整座風力發電機已完全燒毀，估計損失約新臺幣1.4億元，也是自新竹香山風力發電站發生火警事件後，臺灣第二起風力發電機起火事件。
台電公司「風力發電十年發展計畫」第五期風力開發於2016年開始推動，並且計畫將在彰工風力發電站再次增設四部裝置容量2MW的風力發電機組，彰工風力發電站第三期擴建工程於2017年7月公開招標，計畫在同年底開始動工於2021年完工商轉。

## 設備

### 發電機組
| 風力發電機類型                          | 風力發電類型 | 機組數量 | 裝置容量（MW） | 商轉日期      | 狀態   |
| --------------------------------------- | ------------ | -------- | -------------- | ------------- | ------ |
| 丹麦Vestas公司製 V80/2,000型 風力發電機 | 陸域風力發電 | 23       | 46MW           | 2007年4月22日 | 商轉中 |

| 風力發電機類型                          | 風力發電類型 | 機組數量 | 裝置容量（MW） | 商轉日期   | 狀態   |
| --------------------------------------- | ------------ | -------- | -------------- | ---------- | ------ |
| 丹麦Vestas公司製 V80/2,000型 風力發電機 | 陸域風力發電 | 8        | 16MW           | 2010年12月 | 商轉中 |

| 風力發電機類型 | 風力發電類型 | 機組數量 | 裝置容量（MW） | 商轉日期 | 狀態   |
| -------------- | ------------ | -------- | -------------- | -------- | ------ |
| 待定           | 陸域風力發電 | 4        | 8MW            | 2021年   | 計畫中 |

## 資料來源
1. 1 2 3 4  . 彰化縣政府. 2007-04-22  [2017-09-20] （中文（臺灣））.
2. 1 2  . The Wind Power.   [2017-09-20]. （原始内容存档于2020-10-26） （美国英语）.
3. 1 2 3  吳天明.  (PDF). 源雜誌91期. 2002-01  [2017-09-20]. （原始内容 (PDF)存档于2019-07-01） （中文（臺灣））.
4. ↑  陳芃. . 經濟部能源局. 2004-12  [2017-09-20] （中文（臺灣））.[]
5. ↑  陳正和.  (PDF). 台電月刊527期. 2006-11  [2017-09-20] （中文（臺灣））.[永久]
6. 1 2 3 4  . 星能股份有限公司.   [2017-09-20]. （原始内容存档于2020-02-06） （中文（臺灣））.
7. 1 2 3  吳為恭. . 自由時報. 2007-04-23  [2017-09-20]. （原始内容存档于2019-06-18） （中文（臺灣））.
8. ↑  . 中華民國總統府. 2013-05-25  [2017-09-20]. （原始内容存档于2019-06-28） （中文（臺灣））.
9. 1 2 3  鄧惠珍、俞泊霖. . 蘋果日報. 2016-04-28  [2017-09-20]. （原始内容存档于2016-05-04） （中文（臺灣））.
10. 1 2  劉曉欣. . 自由時報. 2016-04-29  [2017-09-20]. （原始内容存档于2018-12-07） （中文（臺灣））.
11. ↑  劉朱松. . 中時電子報. 2016-01-08  [2017-09-20]. （原始内容存档于2018-10-10） （中文（臺灣））.
12. 1 2  劉朱松. . 中時電子報. 2017-06-05  [2017-09-20]. （原始内容存档于2023-04-22） （中文（臺灣））.
13. 1 2   (PDF). 台電月刊600期. 2012-12  [2017-09-20] （中文（臺灣））.[永久]